# Виесте
Виѐсте (на италиански: Vieste, на местен диалект Vìste, Висте) е пристанищен и морски курортен град и община в Южна Италия, провинция Фоджа, регион Пулия. Разположен е на брега на Адриатическо море. Населението на общината е 13 931 души (към 28 февруари 2017 г.).